# Kanton Bagnères-de-Luchon
Bagnères-de-Luchon is een kanton van het Franse departement Haute-Garonne. Het kanton maakt deel uit van het arrondissement Saint-Gaudens.

## Gemeenten
Het kanton Bagnères-de-Luchon omvatte tot 2014 de volgende 31 gemeenten:
- Antignac
- Artigue
- Bagnères-de-Luchon (hoofdplaats)
- Benque-Dessous-et-Dessus
- Billière
- Bourg-d'Oueil
- Castillon-de-Larboust
- Cathervielle
- Caubous
- Cazaril-Laspènes
- Cazeaux-de-Larboust
- Cier-de-Luchon
- Cirès
- Garin
- Gouaux-de-Larboust
- Gouaux-de-Luchon
- Jurvielle
- Juzet-de-Luchon
- Mayrègne
- Montauban-de-Luchon
- Moustajon
- Oô
- Portet-de-Luchon
- Poubeau
- Saccourvielle
- Saint-Aventin
- Saint-Mamet
- Saint-Paul-d'Oueil
- Salles-et-Pratviel
- Sode
- Trébons-de-Luchon

Bij de herindeling van de kantons door het decreet van 13 februari 2014, met uitwerking op 22 maart 2015, werden daar de volgende 101 gemeenten aan toegevoegd:
- Antichan-de-Frontignes
- Arbas
- Arbon
- Ardiège
- Arguenos
- Argut-Dessous
- Arlos
- Arnaud-Guilhem
- Aspet
- Ausseing
- Auzas
- Bachos
- Bagiry
- Barbazan
- Baren
- Beauchalot
- Belbèze-en-Comminges
- Bezins-Garraux
- Binos
- Boutx
- Burgalays
- Cabanac-Cazaux
- Cassagne
- Castagnède
- Castelbiague
- Castillon-de-Saint-Martory
- Cazaunous
- Cazaux-Layrisse
- Chaum
- Chein-Dessus
- Cier-de-Rivière
- Cierp-Gaud
- Couret
- Encausse-les-Thermes
- Escoulis
- Estadens
- Esténos
- Eup
- Figarol
- Fos
- Fougaron
- Francazal
- Le Fréchet
- Fronsac
- Frontignan-de-Comminges
- Galié
- Ganties
- Génos
- Gourdan-Polignan
- Guran
- Herran
- His
- Huos
- Izaut-de-l'Hôtel
- Juzet-d'Izaut
- Labroquère
- Laffite-Toupière
- Lège
- Lestelle-de-Saint-Martory
- Lez
- Lourde
- Luscan
- Malvezie
- Mancioux
- Mane
- Marignac
- Marsoulas
- Martres-de-Rivière
- Mazères-sur-Salat
- Melles
- Milhas
- Moncaup
- Mont-de-Galié
- Montastruc-de-Salies
- Montespan
- Montgaillard-de-Salies
- Montsaunès
- Ore
- Payssous
- Pointis-de-Rivière
- Portet-d'Aspet
- Proupiary
- Razecueillé
- Roquefort-sur-Garonne
- Rouède
- Saint-Béat
- Saint-Bertrand-de-Comminges
- Saint-Martory
- Saint-Médard
- Saint-Pé-d'Ardet
- Saleich
- Salies-du-Salat
- Sauveterre-de-Comminges
- Seilhan
- Sengouagnet
- Sepx
- Signac
- Soueich
- Touille
- Urau
- Valcabrère

Op 1 januari 2019 werden de gemeenten Lez en Saint-Béat samengevoegd tot de fusiegemeente (commune nouvelle) Saint-Béat-Lez.